# FC Viljandi
Football Club Viljandi eller MTÜ FC Viljandi var en fotbollsklubb från Viljandi i Estland.

## Säsong för säsong
| Säsong | Nivå | Liga         | Pos. | Referens | Info |
| ------ | ---- | ------------ | ---- | -------- | ---- |
| 2011   | 1    | Meistriliiga | 8    | [ 2 ]    |      |
| 2012   | 1    | Meistriliiga | 8    | [ 3 ]    |      |